# Marianne Werner
Marianne Werner, född 4 januari 1924 i Dülmen, död 22 juli 2023, var en tysk friidrottare.
Werner blev olympisk silvermedaljör i kulstötning vid sommarspelen 1952 i Helsingfors.